# Muro da Mauá
El muro da Mauá es una muralla ubicada en el centro de la ciudad brasileña de Porto Alegre, entre el puerto y la avenida Mauá. El muro de concreto armado tiene tres metros de altura y 2,647 metros de longitud. 
Fue construido tras la inundación de 1941, con el objetivo de prevenir desastres semejantes. Tiene una cimentación de cortina continua, también de tres metros de profundidad, para evitar la percolación subterránea. Forma parte de un sistema de protección contra inundaciones compuesto por 68 kilómetros de diques externos e internos, 14 compuertas metálicas y 19 casas de bombas. El muro representa sólo el 4% de la longitud de los diques de protección del sistema y está situado a lo largo del canal dos Navegantes, parte del delta del Yacuí. El muro fue concluido en 1974.
Como alternativa al muro permanente, se ha propuesto un sistema de protección modular desmontable sobre soportes.

## Sistema de protección contra inundaciones
Además del muro, el sistema incluye canales de macro drenaje (como los arroyos Dilúvio y Cavalhada) y diques instalados bajo las avenidas Beira-Rio (al sur) y Presidente Castello Branco (al norte).  Las casas de bombas (con un total de 83 bombas capaces de bombear 159.000 l/s) están ubicadas en puntos específicos de la ciudad para llevar el agua al Lago Guaíba y al río Gravataí. 